# エネルギー貯蔵
エネルギー貯蔵（エネルギーちょぞう）あるいは蓄エネルギー（ちくエネルギー、英: energy storage）とは、エネルギーを後で利用するために一時的に蓄えることである。短縮して蓄エネともいう。

## 概説
エネルギー貯蔵を行うためのシステムをエネルギー貯蔵システムや蓄エネルギーシステム（英: energy storage system、ESS）と言う。
エネルギーを貯蔵する手法としては、位置エネルギー、運動エネルギー、化学エネルギー、熱エネルギー（内部エネルギー）などがある。→#種類・分類
現代の揚水蓄電（ダムへ水をくみ上げる蓄電方式）は水の位置エネルギーとしてエネルギーを蓄えておいて、必要な時に水を落下させタービンをまわし発電（揚水発電）に使う。最近注目されるようになってきた重力電（コンクリートなど重量物の位置を上げることで蓄電する方式）も位置エネルギーとしてエネルギーを蓄える。時計のぜんまいも位置エネルギーを蓄える（これはばねの弾性力による位置エネルギーとして蓄えている）。蓄電池（二次電池）は電気エネルギーを物質の形（化学エネルギーの形）に変換しエネルギーを貯蔵している。
氷の貯蔵タンクは、夜間に氷（熱エネルギー（負の熱エネルギー））を蓄え、ピーク時の冷房需要に備える。
近年では再生可能エネルギーでメタンを製造するエネルギー貯蔵法も研究されている。→#メタン
水素を使う蓄エネルギーは、再生可能エネルギーの電力で電気分解して水素を得る方法と組み合わせることで、持続可能なエネルギーシステム、社会インフラを構築できると考えられている。→#水素
他にもエネルギー貯蔵の手法としては地下の洞窟に圧縮空気を貯蔵する方式など、様々な手法の研究も行われている。
太古の昔から植物は光合成で蓄エネルギーを行っている。→#歴史。

## 種類・分類
畜エネには次のような種類がある。分類して挙げてみる。
- 化学的貯蔵
  - 水素によるもの
  - アンモニアによるもの
  - 液体窒素によるもの
  - 過酸化水素によるもの
- 電気化学的貯蔵
  - 二次電池：レドックス・フロー電池、ナトリウム・硫黄電池
- 電気的貯蔵
  - コンデンサ：電気二重層コンデンサ
  - 超伝導磁気エネルギー貯蔵 (SMES)
- 力学的貯蔵
  - 重力蓄電（重力による位置エネルギー[注釈 1]を使う方式）
    - 揚水発電
    - コンクリートバッテリー

  - ばね
  - 圧縮空気エネルギー貯蔵 (CAES)
  - フライホイール・バッテリー
  - アキュムレータ
- 熱的貯蔵
  - 氷貯蔵
  - ソーラーポンド
  - 蒸気アキュムレータ

## 電力エネルギーの貯蔵
国によっては、余裕がある時間帯に水をポンプで組みあ上げて位置エネルギーの形で貯蔵し、電力需要ピーク時にその水を使ってタービンを回して発電するということが行われている（これは通常、後で発電に使うことも含めて「揚水発電」呼んでいる。）。揚水発電規模は世界の蓄電能力の94%に相当する。IHAの推計で、世界全体で少なくとも9,000 GWhの蓄電規模となっている。そして、世界規模で揚水発電を拡充する傾向になっていると報告されていると2020年時点で報告されている。以前は揚水発電の柔軟性のメリットは見過ごされることが多かったが、変動性のある再生可能エネルギーの急増が送電系統に与える影響を抑制するために、耐用年数が長くて長期的に見たコストが低い揚水発電への投資を今後増強する必要がある、と各地で判断されている模様である。なお日本の揚水発電は2019年時点で約40か所で、合計26GWの設備容量でこれは世界全体の約16.25%に相当するが、利用実績つまり設備利用率は3%と低い（海外では10%程度）。日本では現状、大規模な揚水発電施設が多く地域分散の再生可能エネルギーに対応しにくいので、今後は全国に約2,700 か所ある多目的ダムを利用した中小揚水発電所の建設が今後の蓄電システムとして有効だと考えられるという。アメリカ合衆国でもワシントン州やオレゴン州、イギリスのウェールズで揚水発電が行われている。
電力を大規模に貯蔵するということは、揚水発電を除けば、これまであまり行われてこなかったが、今後はその状況に変化が予想されている。2009年アメリカ復興・再投資法に基づき、エネルギー貯蔵法とスマートグリッドへの応用の研究が行われている。
2010年代から世界的に脱炭素、すなわち火力発電を減らしたり廃止して再生可能エネルギーによる発電へシフトすることが加速してきており、その結果、風力発電所やソーラー発電所など時間帯により発電量が変化する発電方式でも社会に電力を安定的に供給するために大規模なエネルギー貯蔵システムが必要だと認識され注目が集まるようになってきている。その中で有力な候補として急浮上してきているのが、古くて新しい重力蓄電システムであり、（解体工事現場などから出る廃コンクリートなども利用して作った）コンクリートの巨大な塊などを、電力供給に余力がある時間帯に持ち上げ、それにより位置エネルギーとして蓄電し、発電量が減る時間帯にこのシステムから電力を供給する方式である。
一部ではモータでフライホイールを回転させたりその回転速度を上げて電気エネルギーを貯蔵するという方法（フライホイール・バッテリー）も使われている。

## 熱エネルギーの貯蔵
熱エネルギー貯蔵のよくある形式は、氷を貯蔵しておいて冷却する方式である。氷は水よりも少ない量でより多くのエネルギーを貯蔵でき、燃料電池やフライホイールより安価である。熱エネルギー貯蔵は日中のピーク電力需要をギガワット単位でシフトさせ、コストもかからず、35カ国以上の3,300以上の建物で使われている。TESは、夜間の安い電力で氷を作って熱エネルギーを貯蔵し、翌日の日中にその建物の空気を冷やすのにその氷を使う。
the Solar Project や Solar Tres Power Tower では、太陽熱エネルギーを貯蔵するのに溶融塩を使い、必要に応じて発電に使う方式を研究中である。太陽熱で熱した溶融塩を断熱コンテナに貯蔵し、必要なときに水をそれで熱し、発生した蒸気でタービンを回して発電する。

## 水素
水素は電力貯蔵媒体としても研究されている。水素はまず何らかのエネルギー源を使って製造する。現在、特に焦点が当てられているのは、再生可能エネルギーを使い水素を製造する方法である。
（中学生が理科の授業で習うことからも分かるように、水から水素を得ることは簡単であり）水を電気分解することによって水素を得ることができ、逆に水素から電力を得るには燃料電池という水素と酸素を反応させ電力を得る装置を使えばよい。水素を使ったシステムの特徴は水素を燃やしても（つまり酸素と反応させても）、CO2を排出せず、ただの水が排出されるだけで、無害で、環境に非常に良い、ということである。水素によるエネルギー貯蔵は再生可能エネルギーを普及させる上でも重要なファクターになると見なされている。
水素は定位置に保存しておく方法もあるが、また水素をタンクに入れて輸送することもできエネルギーの輸送手段にもなる。
太陽エネルギーや風力エネルギーなどの天候によって出力が変動する再生可能エネルギーと組み合わせておいて、貯蔵システムから電力網へと電力を供給するシステムがひとつの有用な用途である。（電力需要の20%未満であれば、経済への影響はあまり大きくないが）電力需要の20%を超える部分を再生可能エネルギーと水素貯蔵がまかなうようになれば重要性を帯びてくる。再生可能エネルギーで水素を作貯蔵しておけば、電力需要が増えた時など必要なときに使うことができる。ニューファンドランド島の南岸にある小さな島 (Ramea) で、2007年から5年間の計画で風力原動機と水素発生装置を使った実験が行われている。同様のプロジェクトはノルウェーの小さな島 (Utsira) でも2004年から継続中である。
また、エネルギーを水素の形で貯蔵しておいて、それを水素自動車で使うという方法もある（これも車載の燃料電池で電気自動車を動かすしくみにはなっている）。
日本ではトヨタ自動車や川崎重工業や岩谷産業などが中心となって、水素の大規模なサプライチェーンを構築するための取り組みを進めている。
なお、エネルギー資源を扱う大きな会社が、水素を扱うための専業的な部門を持ち、大規模な事業として大量の水素を製造・貯蔵・輸送したり、電力網へ電力を供給する方法もあるが、他方、小さな法人や個人が再生可能エネルギーによる自家発電で水素を製造しタンクに貯蔵しておいて必要な時にその水素を使って発電する装置も一応は構築可能である。
水素貯蔵はいくつかの方式がある。タンクに貯蔵するのがオーソドックスな手法であるが、地下水素貯蔵は、地下の洞窟や岩塩ドーム、あるいは枯渇した油田やガス田に水素を貯蔵する方式である。ICIは大量の水素ガスを地下の洞窟に長年貯蔵しているが、特に困難は発生していない。地下に大量の水素ガスを貯蔵することで余剰電力を貯蔵することができる。ターボエキスパンダーを使って水素ガスを200バールまで圧縮するのに要する電力量は圧縮する水素のエネルギー量の2.1%である。
なお、エネルギーを水素で貯蔵する場合、貯蔵タンクなどから水素が漏れないように配慮する必要はある。
また（他のエネルギー貯蔵システムでもそうだが）水素貯蔵サイクルでも、電気分解で水素を製造して液化または圧縮しそれを再び電力に変換する場合、やはりエネルギーの損失がある。これは、バイオ水素を使って93%のマイクロCHPのような燃料電池を製造し、そこから電力を得る場合でも同様である。
1kgの水素を製造するには約50kWh（180MJ）の電力を必要とし、この電力消費量は発電以外の用途に水素を使う場合でも明らかに重要である。アメリカ合衆国ではピーク時以外の電気料金はkWh当たり0.03ドルであり、1kgの水素を作るのに1.50ドルの電気を必要とする。アメリカで1.50ドルぶんのガソリンを自動車で使った場合、1kgの水素を使った燃料電池と走行可能距離がほぼ同じとなる。　

## 合成炭化水素燃料
実験室レベルでは、大気中の二酸化炭素を炭化水素燃料に変換できるが、何らかのエネルギー源を必要とする。産業化するには、太陽光をエネルギー源として人工光合成と呼ばれる技術を使うことになる。他のエネルギー源としては、太陽光発電や太陽熱や原子力が考えられる。水素に比べて体積が格段に小さい、既存のエンジン技術にすぐ利用できる、既存の燃料供給基盤をそのまま使えるという利点がある。合成炭化水素燃料の製造が実現すれば、製造した燃料を燃やすまでは大気中の二酸化炭素を減少させることができ、燃やしても製造前に比べて大気中の二酸化炭素量が増えない。燃料の消費量を上回る製造量を技術的に達成できれば、二酸化炭素による温室効果を克服することができる。なお、たとえエネルギー貯蔵を目的にしないとしても、液体燃料を使うしかない航空機の燃料として、さらには、プラスチックなどの工業原料として石油に類する人工合成物質は必要であり、炭化水素の人工合成は将来の必須技術といえる。

### メタン
メタンは分子式が CH4 という最も単純な炭化水素である。メタンは再生可能エネルギーによる電力で生産可能である。メタンは水素よりも貯蔵と輸送が簡単で、燃焼方法も確立している。
まず、電気分解で水から酸素と水素を作る。
{\displaystyle {\ce {2H2O -> 2H2 + O2}}}
次にサバティエ反応によって水素と二酸化炭素を反応させ、メタンと水を作る。
{\displaystyle {\ce {CO2 + 4H2 -> CH4 + 2H2O}}}
メタンは貯蔵しておき、後で発電に使う。水はリサイクルして電気分解でき、それによって必要な純水の量を減らすことができる。電気分解で発生した酸素も別に貯蔵して発電時にメタンを燃焼させるのに使えば、窒素酸化物の発生を抑えることができる。メタンを燃焼させると、二酸化炭素と水が生成される。
{\displaystyle {\ce {CH4 + 2O2 -> CO2 + 2H2O}}}
生成した二酸化炭素を再利用してサバティエ反応を加速させることができ、水は電気分解用にリサイクルできる。するとメタンの燃焼で生じた二酸化炭素は再びメタンになるので、温室効果ガスが全く発生しない。このようにメタン製造と発電を隣り合わせて行えば、全体でサイクルを形成できる。

## ホウ素、ケイ素、亜鉛
ホウ素、ケイ素、リチウム、亜鉛は、エネルギー貯蔵手段として提案されている。

## 力学的貯蔵
エネルギー貯蔵手段として、水を高い場所に汲み上げて揚水発電に使ったり、空気を圧縮したり、フライホイールを回したりという方法がある。
1kgの質量を1000m持ち上げると、9.81KJのエネルギーを貯蔵できる。これは1kgの質量を秒速140mに加速するのと等価である。これと同じエネルギーを使えば、1kgの水の温度を2.34℃上昇させることができる。明らかに不公平な比較だが、1m3 の安価な岩や砂、コンクリートの塊でも高い場所に移動させれば、1m3の鉛蓄電池より大量のエネルギーを蓄えることができる。鉄道を利用したシステムが試験されている。
圧縮空気の形でエネルギーを貯蔵するには夜間の安価な電力を使えばよく、圧縮空気は地下の空洞に溜めればよい。そして、電力需要のピークの時間帯にこれを解放し、普通の燃焼型タービンの排気熱でその空気を熱する。熱した空気を膨張タービンに使えば発電できる。圧縮空気エネルギー貯蔵 (CAES) 施設は1991年にアラバマ州マッキントッシュに建設され、稼動に成功している。Walker Architects は二酸化炭素ガスを使ったCAESによるエネルギー貯蔵を2008年10月24日に提案している。
いくつかの企業は、圧縮空気を自動車の動力源とする研究（圧縮空気車）を行っている。

## 再生可能エネルギーの貯蔵
太陽光発電や風力発電といった再生可能エネルギーは、間欠的に動力を生成する。この場合、安定したエネルギー供給にするにはエネルギー貯蔵が必須である。再生可能エネルギーの普及には、電力網におけるエネルギー貯蔵、需要に対応した供給、エネルギーの変動相場制が必要となる。そういった対策を講じないと、間欠的なエネルギー源で全電力の20%から30%以上を供給することができない。電力供給の損失とコストを管理できれば、様々な間欠的な電力源を接続しても、電力網全体の信頼性を増大させることができる。
間欠的でない再生可能エネルギー源には、水力発電、地熱発電、集光型太陽熱発電 (CSP)、潮力発電、Energy tower、ソーラーアップドラフトタワー､海洋温度差発電、高高度風力発電、バイオ燃料、宇宙太陽光発電などがある。太陽光発電は技術的には間欠性があるが、ピーク需要時間帯である昼間はある程度発電できる。しかし、場所によっては太陽光が最も強い時間帯と電力需要がピークに達する時間帯は一致しないことがあるため、より効率的なエネルギー貯蔵法の研究が盛んに行われている。

## 熱エネルギー貯蔵
熱貯蔵（蓄熱）は、後で使用するために一時的に熱を蓄えるか、または熱を除去することである。例えば、太陽熱を日中に集め、夜間の暖房などに使用する。実際にはこの逆で冷房のための蓄熱利用の方が多い。夜間の安価な電力で氷を作り、それを日中の冷房に利用するといった方式がある。

## 電力網におけるエネルギー貯蔵

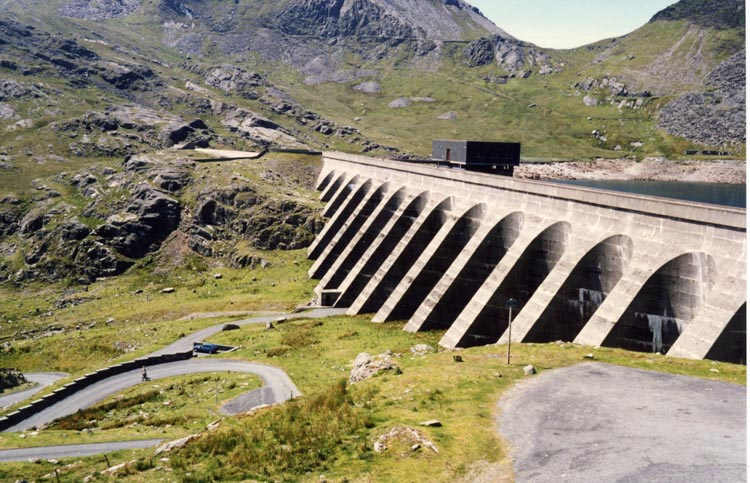
ウェールズにあるダムと貯水池。夜間電力を使って水を汲み上げ、昼にその水で発電する（揚水発電）。電力需要が増大して発電の必要が生じると、1分以内に360メガワットを発電できる。ダムの大きさは下の方に停車中の自動車で判断できる。

電力網におけるエネルギー貯蔵（grid energy storage または large-scale energy storage）とは、発電所が余分な電力を一時的な電力貯蔵施設に送電しておき、電力需要が大きくなったときにそこが電力を供給する側になるという方式である。これは、夜間と昼間の電力の需要と供給を一致させる方式の1つとして注目されている。

## 歴史
自然の過程としてのエネルギー貯蔵は、宇宙そのものと同じぐらい古くからある。宇宙が生まれたとき存在したエネルギーは太陽などの恒星に貯蔵し、人類はそれを直接的（すなわち太陽熱）または間接的（すなわち、作物の成長や太陽電池で電気に変換するなど）に利用している。エネルギーを貯蔵することで人類はエネルギーの需要と供給のバランスをとることができる。今日商用で使われているエネルギー貯蔵システムは大まかに、力学、電気、化学、生物、熱、核に分類できる。
エネルギー貯蔵は意図的な活動として有史以前から存在していたが、エネルギーを貯蔵していると明確に意識して行われていたわけではない。力学的エネルギーを意図的に貯蔵した例としては、丸太や石を古代の砦の防御に使った方法がある。丸太や石を丘や城壁の上など高いところに集め、そうして蓄えた位置エネルギーを敵方が範囲内に入ってきたときの攻撃に使った。
古くから、高い位置にある貯水池などに水を蓄え必要に応じてその位置エネルギーを運動エネルギーに変換して水車を回すことは行われた。
19世紀末にガソリンやケロシン、天然ガスなどの精製化学燃料や電気の使用が広く普及したことで、エネルギー貯蔵が経済発展の重要なファクターとなった。だが電気に関してはそれまでの木や石炭などによるエネルギー貯蔵とは異なり、発電したものを即座に使うという使い方だった。電気を貯蔵する手段としては、まず電池という電気化学装置が開発された。しかし、容量が小さくコストが高いため、発電システムでの利用は今まで限定的だった。同様の問題の似たような解決策としてはコンデンサがある。1980年代、空調への電力需要増を満たすため、一部の製造業者は慎重に熱エネルギー貯蔵 (TES) を研究した。今日ではごく少数の企業がTESの製造を行っている。
燃料電池という電気化学装置は、かなり古い時期、電池とほぼ同時期に発明されがしばらくは様々な理由から開発が進まなかった。その状況が変わったのは、ジェミニ計画（1961年-1966年の有人宇宙船）で軽量で発熱しない（高効率の）電力源を必要としたことが発端だった。近年では、炭化水素や水素燃料の形で貯蔵したエネルギーを高効率で電気エネルギーに変換すべく、燃料電池の開発が進んでいる。

### 光合成による太陽光エネルギーの貯蔵
なお、植物は太陽光で光合成を行うことで太陽エネルギーを主に炭水化物などの形で化学的に蓄えている。そして植物由来の食品には太陽のエネルギーが貯蔵されている。 石炭や石油といった化石燃料は、基本的には大昔（太古）の植物が太陽エネルギーを化学エネルギーに変換して保存したものであり、地下に保存されることになったものである（なお、うまく地下に埋蔵されることになったそれを人類が掘り出して使ってしまうと、地球温暖化の進行が激しくなってしまう）。植物が行っていることに倣って、人工的な光合成（人工光合成）を行い太陽エネルギーを貯蔵して活かす技術の研究も行われている。
現状では、エネルギー輸送や発電で使われている割合が高いエネルギー貯蔵の形式は、石炭、ガソリン、軽油、天然ガス、液化石油ガス (LPG)、プロパン、ブタンなどである。なかでも輸送の際の形式としては液体の炭化水素燃料が支配的である。これらは輸送された先で、熱機関（タービンなどの内燃機関、ボイラーなどの外燃機関）を使って、熱エネルギーや運動エネルギーや電気エネルギーに変換できるが、燃焼の際に大量の二酸化炭素（CO2）を発生させる。つまり温室効果ガスが発生する。地下に埋蔵されている原料を掘り出して使うと、いずれにせよ、地球の温暖化の進行を早めてしまうという問題があり、近年ではこれの使用量をどのように減らしてゆくかが課題となっている。自動車、列車、船舶、航空機でこうしたものを燃料として使うとやはりCO2（温室効果ガス）が発生するという問題があり、ある種のエタノールやバイオディーゼル燃料などを使い炭酸ガスの実質的な発生量を抑制する手法は、そうした問題への対応策のひとつとはなっている。